# Cyperus lupulinus
Cyperus lupulinus är en halvgräsart som först beskrevs av Spreng., och fick sitt nu gällande namn av Marcks. Cyperus lupulinus ingår i släktet papyrusar, och familjen halvgräs.

## Underarter
Arten delas in i följande underarter:
- C. l. lupulinus
- C. l. macilentus